# Cartea întâi a lui Samuel
Cartea întâi a lui Samuel (abreviat Samuel 1) este o carte din Vechiul Testament. Cele două cărți ale lui Samuel (ebraică: Sefer Sh'muel ספר שמואל) fac parte dintr-o serie de cărți istorice (Iosua, Judecători, Samuel și Regi) care alcătuiesc o istorie teologică a israeliților care afirmă și explică legea lui Dumnezeu pentru Israel sub îndrumarea profeților.
Cartea întâi a lui Samuel începe cu o descriere a nașterii profetului Samuel și a modului în care Dumnezeu l-a ales pe el pe când era un băiat. Urmează povestea Chivotului care prezintă oprimarea Israelului de către filisteni și ungerea de către Samuel a lui Saul ca primul împărat al lui Israel. Dar Saul se dovedește nedemn și alegerea lui Dumnezeu este David, care-i învinge pe dușmanii Israelului și aduce Chivotul la Ierusalim. Dumnezeu îi promite apoi lui David și succesorilor săi o dinastie veșnică.

## Rezumat

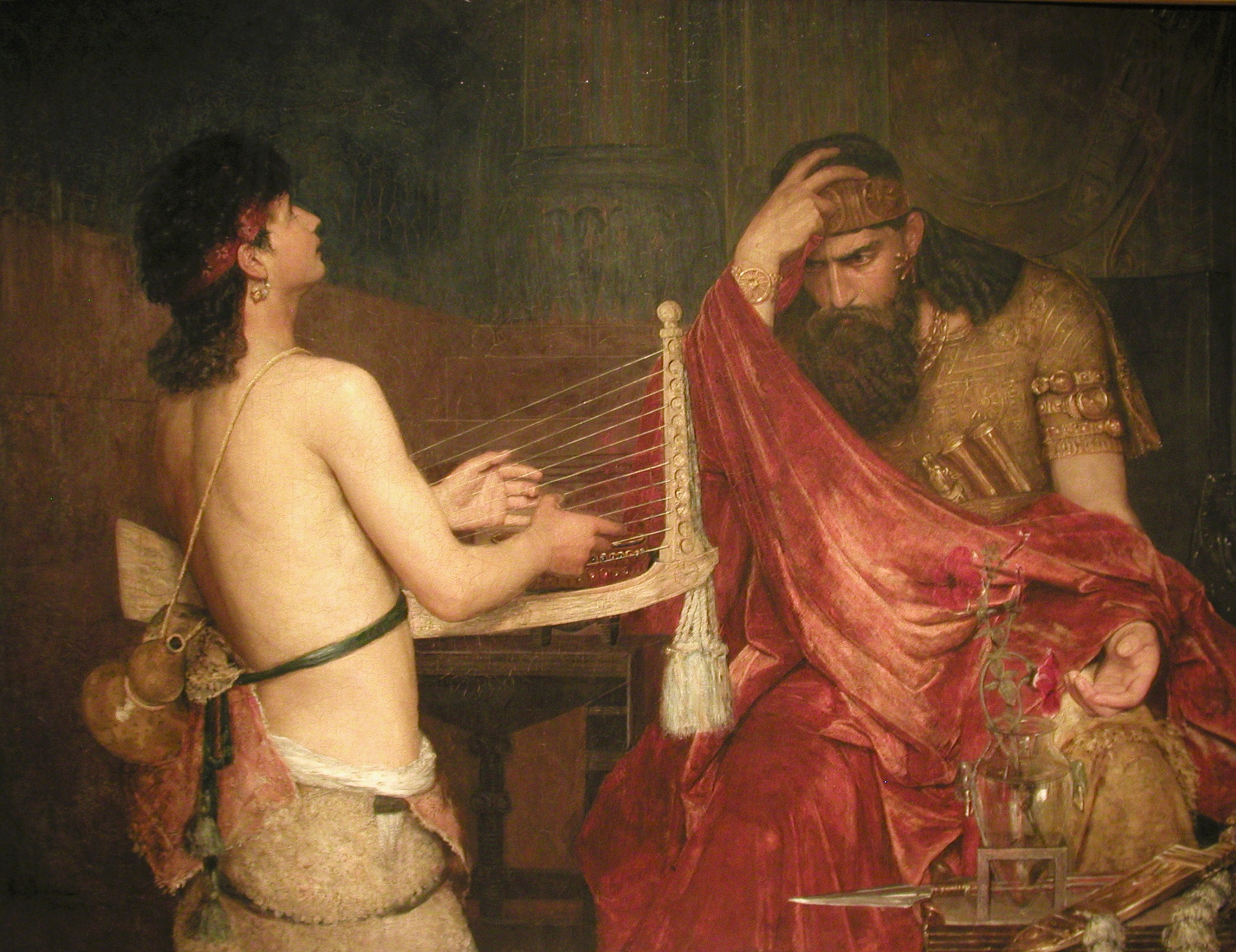
Ernst Josephson, David și Saul, 1878.

Dumnezeu pedepsește casa judecătorului și preotului Eli pentru nesocotirea, de către fiii săi, din lăcomie, a darurilor Domnului și pentru desfrânarea lor, dar și pe Eli, pentru că nu i-a oprit pe aceștia, ci i-a cinstit pe fiii săi mai mult ca pe Dumnezeu. Fiii cei răi mor în lupta cu filistenii, împlinind proorocia Domnului. Eli moare la 98 de ani dintr-o căzătură, când află că filistenii au luat chivotul Domnului. Locul lui este luat de Samuel, fiul credincioasei Ana și al dreptului Elcana. 
Prooroc, preot și „judecător peste Israel până la sfârșitul vieții sale”, Samuel își conduce cu credință și dreptate poporul, reușind chiar să-l convingă să scoată din mijlocul lui idolii și să slujească numai Domnului și respinge atacurile filistenilor. Spre sfârșitul vieții, acesta îi pune pe fiii săi să judece peste Israel, dar aceștia nu calcă „pe urmele sale”, ci se dedau la lăcomie, iau mită și calcă dreptatea, așa că bătrânii lui Israel îi cer lui Samuel întronarea unui împărat, ca să îi judece, cum au toate neamurile. Dumnezeu îi spune lui Samuel să le îndeplinească cererea, dar să le facă cunoscut și dreptul împăratului. 
 
Samuel îl unge pe Saul împărat, "tânăr și frumos, mai frumos decât oricare dintre copiii lui Israel", care îi "întrecea pe toți în înălțime de la umăr în sus" și care a domnit doi ani peste Israel. El a repurtat unele victorii contra filistenilor, amaleciților, moabiților, edomiților, dar a și păcătuit împotriva Domnului prin aducerea unei jertfe în locul lui Samuel, care întârzia să apară înaintea unei lupte, precum și prin cruțarea lui Agag, împăratul amaleciților, și a  celei mai bune părți din pradă, de teama poporului, în pofida poruncii Domnului de a nimici cu totul pe amaleciți. Aceștia trebuiau pedepsiți prin ștergerea pomenirii lor de sub ceruri, pentru că au astupaseră ieșirea israeliților din Egipt, aruncându-se asupra poporului lui Israel „pe dinapoi, asupra tuturor celor care se târau la coadă”, când Israelul era „obosit și sleit de puteri” I Regi 15,2-33, Deuteronom 25,17-19. 
 
Deși Saul își recunoaște păcatul și se căiește, Samuel îi spune că Domnul îl leapădă ca împărat, pentru că și el a lepădat cuvântul Domnului, și că va da domnia lui unuia mai bun ca el, căci „tăria lui Israel nu minte (Saul mințise că păstrase dobitoacele pentru jertfe) și nu se căiește, căci nu este om să-i pară rău”. Și Domnul îi trimite un duh rău să-l muncească. 
 
Samuel îl unge împărat al lui Israel pe fiul lui Isai, David, un păstor sărac, cu părul bălai și chipeș. Acesta este chemat la curtea lui Saul pentru a-i cânta din harfă, ajutându-l să fie ușurat prin îndepărtarea temporară a duhului celui rău trimis peste el. Lui Saul îi place acest tânăr cântăreț care vorbea bine și, pentru că era și un războinic, om „tare și voinic”, îl face purtătorul lui de arme. 
 
Când Goliat, un filistean uriaș care ocărește pe Israel și pe Dumnezeul lor și care-i provoacă să tranșeze lupta trimițând un războinic să lupte cu el, David, motivat și de marea recompensă, se prezintă la Saul, și, spunându-i că el obișnuia să omoare leii și urșii care-i atacau oile, cere să fie lăsat să lupte. Saul acceptă și David îl doboară pe uriașul filistean trăgându-i cu praștia în frunte și apoi îl ucide. 
 
Saul îl pune pe David mai mare peste oștile sale, dar, speriat de popularitatea pe care o căpătase acesta (vizibilă și din cântarea de biruință a femeilor) începe să-l privească cu ochi răi, îl îndepărtează de la curte și îl lasă conducător doar peste o mie de oameni. Temându-se tot mai mult de faima lui David, care îl făcuse chiar pe fiul său, Ionatan, să se împrietenească la cataramă cu el, Saul încearcă de câteva ori să-l omoare personal, apoi prin șiretlic, și văzând că nu reușește, pornește o lungă prigoană după acesta. David scapă mereu și evită să-l omoare pe cel care era încă unsul Domnului. 
Domnul îl oprește pe David, prin intermediul înțeleptei Abigail să omoare pe Nabal (și casa sa), un om bogat, rău și aspru, care-l ocărâse, adică să se răzbune singur vărsând sânge degeaba. 
 
Saul recunoaște că David i-a răspuns la rău cu bine, cruțându-i viața de două ori, și îi promite că-l va lăsa în pace. David se pune totuși în slujba lui Achiș, împăratul Gatului, care-i oferă ținutul Țiclagului, unde repurtează victorii numeroase, între care și una contra amaleciților, și câștigă încrederea și admirația împăratului.
 
În fața filistenilor, părăsit de Dumnezeu care nu-i răspunde nici prin prooroci, nici prin prin vise, Saul apelează la o ghicitoare, căreia îi cere să-l cheme din morți pe Samuel. Acesta îi  întărește că Domnul a rupt împărăția din mâna lui și a dat-o unuia mai bun la el pentru că nu a ascultat glasul Domnului și nu a făcut pe amaleciți să simtă aprinderea mâniei Lui și îl anunță că va muri împreună cu fiii săi și că filistenii vor câștiga lupta. Fiii săi cad în luptă, el este rănit greu de un arcaș, și, de teamă să nu cadă în mâinile filistenilor și să fie batjocorit de cei netăiați împrejur, îi cere slujitorului său să îl omoare, care, de teama, refuză, așa că Saul se sinucide aruncându-se în propria sabie, slujitorul său făcând apoi la fel.